# Muralla de La Coruña
La muralla de La Coruña es un conjunto de fortificaciones que se construyeron en la ciudad gallega de La Coruña (España) durante los siglos XIV y XVIII. En 1944 fueron declaradas Bien de Interés Cultural.

## Historia
El origen de las murallas de La Coruña es la repoblación ordenada por Alfonso IX, rey de León y Galicia, en 1208. En los años 1370 y 1386 la ciudad fue atacada por los portugueses y los ingleses y las murallas tuvieron que ser reparadas en 1397. Esta segunda muralla permaneció inalterada hasta el ataque del corsario Francis Drake en 1589, año en el cual se decidió construir el castillo de San Antón y reparar nuevamente las murallas. Se construyó también el baluarte del Santo Espírito (sobre el que se levantó el Hospital Real entre 1608 y 1612) y se demolió parte de la antigua muralla.
En 1625 empieza la construcción de la Fronte de Terra, en el barrio de la Pescadería, según el proyecto de Tiburcio Spanochi, formado por cinco baluartes. Este proyecto no llegaría a completarse por falta de fondos.
El 3 de abril de 1658 explotó el polvorín de la fortaleza antigua, matando a más de doscientas personas y destruyendo otros edificios próximos, como el Convento de San Francisco y el Hospital do Bo Suceso. La fortaleza no se volvió a reconstruir y sobre los restos del polvorín se creó el Jardín de San Carlos.
En 1869 comienza la demolición de la Fronte de Terra, facilitando la unión de los barrios de Cantón Pequeno y Garás, y el diseño del primer Ensanche de La Coruña.

## Tramos conservados

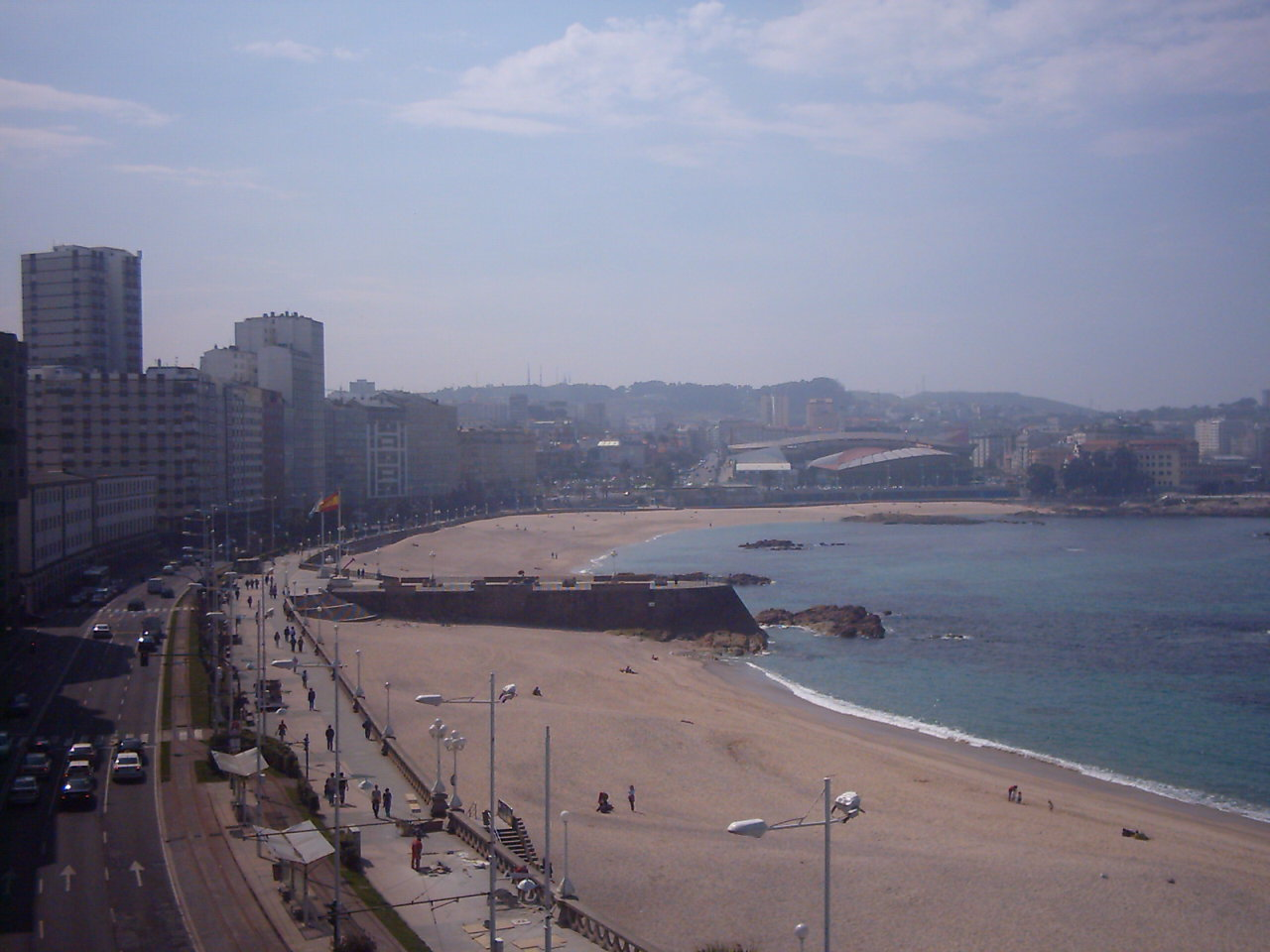
Baluarte del Caramanchón, entre las playas de Riazor y de Orzán.

En la actualidad se conservan varios tramos de la muralla:
- El tramo que sirve de base al Jardín de San Carlos es el más antiguo y fue levantado en el siglo XIV. Formaba parte de la llamada Fortaleza Vella y en ella se instaló en 1954 la puerta del antiguo Hospital de San Andrés. De la misma época es una parte de la muralla del jardín del Palacio de Capitanía.
- Desde la Capitanía General existe un tramo en el que se abren las puertas del Parrote y del Cravo. Estas puertas fueron mandadas abrir por el capitán general Pedro Pablo Jiménez de Urrea, conde de Aranda en 1676. La puerta del Parrote está decorada con el escudo real y las armas del Conde de Aranda. En ella aparecen las fechas de construcción y reforma (1749).
- El último tramo rodea el Hospital Abente y Lago. En él se abre la puerta de San Miguel, construida en 1607, que fue levantada el lugar que ocupó otra puerta anterior del siglo XIV.[5] Está decorada con los escudos do Reino de Galicia, el escudo real y el de don Diego de las Marinas.
- Existen otros tramos en la Maestranza de Artillería, el Campo de la Estrada y en el lugar de Pelamios.
- De la Fronte de Terra se conserva el baluarte del Caramanchón, que divide las playas de Orzán y de Riazor.

## Otras estructuras defensivas
En el Inventario de Monumentos de Arquitectura Militar de 1968 se recogen en La Coruña, además de las murallas, el castillo de San Antón (cárcel militar), el castillo de San Amaro, el castillo de San Diego y la batería de Durmideiras. Sin embargo, hoy en día ninguno de los tres últimos se conserva:
- El castillo de San Amaro, posiblemente construido después del ataque de Francis Drake, estaba en ruinas ya en el siglo XVIII; sobre sus restos se construyó el Club del Mar de San Amaro.
- La batería de Durmideiras, formada por ocho cañones y dependencias para la tropa. Fue destruida por la cantera que se explotó para construir el dique de abrigo en 1948.
- El castillo de San Diego, construido en la década de 1630, fue destruido en 1965 para ampliar el puerto. Para proteger el castillo se construyó en el siglo XVII el Fuerte Valparaíso.

En el área próxima a la Torre de Hércules existían también la batería de Pragueiras (posiblemente solo una zona explanada), la batería de la Costa Oriental de la Ensenada de Orzán (abandonada a finales del siglo XIX o principios del XX, y situada donde hoy está el Aquarium Finisterrae) y unas trincheras que aparecen recogidas en mapas de los siglos XVIII y XIX.
La batería de Oza aparece citada en 1639, pero los restos conservados fueron construidos hacia 1797 según el proyecto de Blas Gil de Bernabé. Sobre la batería se construyó posteriormente un faro.
El castillo de Santa Cruz, en Liáns, Oleiros también formaba parte de la defensa de la plaza fuerte.